# Bo Dallas
Taylor Michael Rotunda (* 25. Mai 1990 in Brooksville, Florida), bekannt unter dem Ringnamen Bo Dallas, ist ein US-amerikanischer Profi-Wrestler und Schauspieler.
Dallas stammt aus einer amerikanischen Wrestler-Familie. Er ist der Sohn des Wrestlers Lawrence Michael Rotunda (* 1958), sein Bruder war der Wrestler Windham Rotunda, bekannt als Bray Wyatt (1987–2023). Seine Schwester Mika Rotunda ist ebenfalls als Wrestlerin aktiv. Er war mit der Wrestlerin Sarah Bäckman (* 1991) verheiratet. Dallas steht aktuell bei World Wrestling Entertainment unter Vertrag und tritt dort als Uncle Howdy auf.
Seine bisher größten Erfolge waren der Erhalt der NXT Championship und WWE Raw Tag Team Championship.

## Privatleben
Rotunda besuchte die Hernando High School in Florida, wo er 2008 seinen Abschluss erreichte. Während der letzten zwei Schuljahre auf der High School begann er sich für die State Wrestling Championships in Florida zu qualifizieren. In dieser Zeit spielte er auch American Football als Linebacker und bekam ein Stipendium an der Webber International University in Babson Park angeboten. Letztendlich entschied er sich aber für das Wrestling, wo er gezielt weiter trainierte und an weiteren Qualifizierungen teilnahm.

## Wrestling-Karriere

### WWE (seit 2008)

#### Florida Championship Wrestling (2008–2012)
Bei Florida Championship Wrestling bildete er unter dem Ringnamen Bo Rotundo mit seinem Bruder Duke Rotundo ein Tag Team. Bei der FCW-Ausgabe vom 23. August 2009, welche am 23. Juli 2009 aufgezeichnet wurde, besiegten sie Justin Angel und Kris Logan und holten sich zum ersten Mal die FCW Florida Tag Team Championship. Die Titel verloren sie am 19. November 2009 an The Dude Busters (Caylen Croft, Curt Hawkins & Trent Beretta). Am 3. Februar 2011 gewann er zum ersten Mal die FCW Florida Heavyweight Championship, als er Mason Ryan besiegte. Den Titel verlor er am selben Tag an Lucky Cannon. Den Titel holte er sich am 19. Mai 2011 wieder zurück, musste ihn allerdings am 1. September 2011 wegen einer Verletzung wieder abgeben. Nach seiner Verletzungspause bildete er wieder mit seinem Bruder, der nun unter dem Ringnamen Husky Harris auftrat, ein Tag Team. Am 2. Februar 2012 besiegten sie Brad Maddox und Eli Cottonwood und holten sich zum zweiten Mal die FCW Florida Tag Team Championship. Die Titel verloren sie am 15. März 2012 an Corey Graves und Jake Carter. Am 16. Juni 2012 gewann er unter seinem neuen Ringnamen Bo Dallas zum dritten Mal die FCW Florida Heavyweight Championship, als er Rick Victor besiegte. Den Titel verlor er am 13. Juli 2012 wieder an Rick Victor.

#### NXT (2012–2014)
Nachdem Florida Championship Wrestling geschlossen worden war, trat er fortan für die neue Aufbauliga der WWE, NXT auf. Sein Debüt für NXT gab er bei der ersten Ausgabe von NXT am 20. Juni 2012, welche am 17. Mai 2012 aufgezeichnet wurde. Bei dieser Ausgabe besiegte er Rick Victor. Am 21. Januar 2013 nahm er mit der Startnummer 16 am Royal Rumble teil. Dort eliminierte er den damaligen Intercontinental Champion Wade Barrett. Bei der NXT-Ausgabe vom 12. Juni 2013, welche am 23. Mai 2013 aufgezeichnet wurde, besiegte er Big E. Langston und holte sich die NXT Championship. Am 27. Februar 2014 bei WWE NXT ArRIVAL bestritt er gegen Adrian Neville das erste Leiter-Match in der Geschichte von NXT. Dort verlor er seine NXT Championship an Adrian Neville.

#### Main Roster Debüt und The B-Team (2014–2021)
Bei der Raw-Ausgabe vom 7. April 2014 feierte er sein Debüt im Main Roster der WWE. Sein erstes Match im Main Roster bestritt er am 23. Mai 2014 bei SmackDown. Dort besiegte er Sin Cara. Danach folgten Fehden gegen die Los Matadores, Jack Swagger und Mark Henry.
Vom 4. Januar 2016 bis 11. Juli 2016 bildete er gemeinsam mit Adam Rose, Curtis Axel und Heath Slater das Stable The Social Outcasts. Durch die Entlassung von Adam Rose und den Draft 2016, als Heath Slater nicht zu Raw gedraftet wurde, löste sich das Stable auf. Beim besagten Draft wurde Dallas selbst zu Raw geschickt.
Am 19. Juni 2017 bildete er dort, angeführt durch The Miz, welcher dieses Stable gründete, zusammen mit Curtis Axel das Tag Team The Miztourage. Nach der Trennung von Miz wurde das B-Team ins Leben gerufen, bestehend aus Dallas und Curtis Axel. Danach bekamen sie ein großes Momentum vom WWE Universe, was schließlich dazu führte, dass Dallas und Axel am 15. Juli 2018 die Raw Tag Team Championship von The Deleters of Worlds, Matt Hardy und Bray Wyatt gewinnen konnten. Diese Regentschaft hielt jedoch nur 50 Tage und sie verloren die Titel anschließend am 3. September 2018 gegen Dolph Ziggler und Drew McIntyre. Nach dem Verlust der Tag Team Titel wurden sie nur noch für unbedeutende Matches eingesetzt, welche sie teils für sich entscheiden konnten.
Im Rahmen des Superstar Shake-Ups 2019 wechselten Dallas und sein Tag-Team-Partner Axel am 26. April 2019 von Raw zu SmackDown. Am 3. September 2019 gewann Dallas die WWE 24/7 Championship von Drake Maverick, welche er aber in derselben Nacht wieder verlor. Am 15. April 2021 wurde er von der WWE entlassen.

## Wrestling-Erfolge
World Wrestling Entertainment
- 1× Raw Tag Team Champion (mit Curtis Axel)
- 1× 24/7 Champion
- 1× NXT Champion

Florida Championship Wrestling
- 3× FCW Florida Heavyweight Champion
- 2× FCW Florida Tag Team Champion (mit Husky Harris)

## Filmografie
Filme
- 2017: The Marine 5: Battleground